# Tricyphona cascadensis
Tricyphona (Tricyphona) cascadensis là một loài ruồi trong họ Pediciidae. Chúng phân bố ở vùng sinh thái Nearctic.